# Alcaidús d’en Fàbregues
Der Dolmen von Alcaidús d’en Fàbregues (auch bekannt als Tanques de Montpler) ist eine im 2. Jahrtausend v. Chr. zwischen der Kupfer- und Bronzezeit errichtete Megalithanlage. Sie liegt im Garten einer Villa südlich der Straße Me-1 von Maó nach Alaior auf der spanischen Baleareninsel Menorca.

## Beschreibung
Die nahezu rechteckige Kammer besteht aus hohen und abgeschlagenen mittelhohen Platten, von denen einige fehlen. Der Zugang zur Kammer erfolgt durch ein ausgepicktes, annähernd rechteckiges Seelenloch im Fassadenstein. Das Seelenloch hat auf beiden Seiten eine randliche Aussparung. Auf der Außenseite scheint sie dazu zu dienen, eine Verschlussplatte aufzunehmen. Die Funktion der Aussparung auf der Innenseite ist jedoch nicht geklärt.
Der obere Bereich der Kammer fehlt. Sie war ursprünglich von einem ovalen Hügel aus Steinen und Erde bedeckt.
Der Dolmen ähnelt in seiner Bauweise den Dolmen von Ses Roques Llises und Montpler. Letzterer liegt wenige Hundert Meter vom Dolmen Alcaidús d’en Fàbregues entfernt und gilt als sein Zwilling. Ein vierter Dolmen mit Seelenloch auf Menorca, der Dolmen von Binidalinet, ist unvollständig und kann nicht ausreichend mit den anderen verglichen werden. Nördlich der Straße Me-1 von Maó nach Alaior liegen der Talayot von Biniaiet Vell und die talayotische Siedlung Sant Vicenç d’Alcaidús.

## Datierung und Verbreitung
Analysen zur Datierung stellen die Dolmen Menorcas und Mallorcas in eine Periode vom ersten Viertel bis zur Mitte des 2. Jahrtausends v. Chr. Somit können die balearischen Dolmen als spät angesehen werden. 
Ihre Verbreitung auf den Inseln ist bemerkenswert. Auf Mallorca finden sie sich nur im nordöstlichen Teil, um die Bucht von Alcúdia (Son Bauló de Dalt, S’Aigua Dolça) und auf Menorca nur im südöstlichen Teil (Ses Roques Llises, Montpler, Alcaïdus).

## Denkmalschutz
Der Dolmen von Alcaidús d’en Fàbregues wurde 1966 zum historischen Denkmal erklärt. Die heutige Registriernummer als Kulturgut (Bien de Interés Cultural) ist RI-51-000311.